# Баланте
Баланте (самоназва балант; буланда, брасса) — народ, що проживає у Гвінеї-Бісау, Кабо-Верде й Сенегалі. Загальна чисельність представників народу, які проживають у Гвінеї-Бісау, становить близько 600 000 чоловік. У Кабо-Верде їх значно менше — лише 60 000 чоловік. Найменша кількість представників народу проживає у Сенегалі — 30 000.

## Мова
Основною мовою народу є баланте або баланта західно-атлантичної групи, нігеро-кордофанської родини. Є й діалекти: фора, кентохе, мане, нага. Також значного поширення на землі баланте набула португальська.

## Релігія
Здебільшого народ дотримується своїх традиційних вірувань, які проповідували їхні пращури, а саме політеїзм (багатобожжя) й поклоніння духам, які населяють предмети, що оточують цей народ.

## Сільське господарство
Основне заняття — підсічно-вогневе господарство тропічних земель. Вони вирощують такі культури як кукурудза, арахіс, маніок, батат, ямс, просо-фоніо. Активно займаються полюванням і рибальством. Розвинута торгівля з сусідніми країнами.

## Соціальна організація
Основу соціальної організації складають сільські громади, які об'єднують групу малих і великих родин. Живуть баланте, в основному, у селах, як правило, такі поселення є невеликими. У всьому світі відомі вишукані вишивки й візерунки, які виготовляють баланте.